# Поезд страха (фильм, 1972)
«Поезд страха» (англ. Horror Express, исп. Pánico en el Transiberiano) — фильм ужасов 1972 года.
Фильм также известен под названиями «Экспресс ужаса», «Проклятье над поездом», «Ужас в Транссибирском экспрессе» и «Поезд ужасов».

## Сюжет
1906 год. Геологическая экспедиция во главе с британским учёным Александром Секстоном находит в глухом районе Китая вмерзшие в лёд останки доисторического гоминида. Будучи уверенным, что найдено промежуточное звено между обезьяной и человеком, Секстон спешит доставить свою находку в Лондон, однако сперва ящик доставляют в Пекин, чтобы транссибирским экспрессом переправить в Европу.
На вокзале Секстон встречает другого английского учёного — доктора биологии Уэллса. Уже при погрузке возникают некие странности — агент японской разведки, пытавшийся проникнуть в ящик, внезапно умирает. Глаза трупа покрыты бельмами, как у слепого, и при виде этого русский монах Пуджардов заявляет, что в ящике нечистая сила. Для примера он рисует крест мелом на земле, затем пытается нарисовать его и на ящике, однако изображение так и не появляется. Секстон, на помощь которому русский губернатор присылает отряд вооружённой охраны, объявляет всё это суеверием и распоряжается погрузить окаменелости на поезд.
Помимо англичан, в экспрессе оказываются инспектор полиции Миров, русский инженер Евтушенко, польский граф Мариан Петровский и его симпатичная жена Ирина, а также германская шпионка по имени Наташа. Поезд направляется через Сибирь в Москву.
Подкупленный Уэллсом носильщик пытается узнать, что находится в ящике Секстона, в итоге встречается взглядом с загадочным существом и превращается в труп с бельмами на глазах. В поисках кондуктора инспектор Миров приказывает вскрыть ящик: выясняется, что оживший чудесным образом гоминид исчез, а в ящике лишь тело клерка. Солдаты под командованием Мирова обыскивают весь поезд, и один из них становится следующей жертвой монстра. Тогда инспектор просит Уэллса провести вскрытие. На аутопсии выясняется, что мозг носильщика лишён извилин. Следующей жертвой становится мошенница Наташа, пытавшаяся выкрасть принадлежащий Петровскому образец сверхпрочной стали. Гоминид нападает на доктора Уэллса, которого спасает лишь вмешательство Мирова. Однако в последний момент существо успевает незаметно переселиться в тело инспектора, и оно постепенно перерождается, начиная с покрывающейся шерстью левой руки, которую ему приходится скрывать…
Телеграфист передает сообщение о происходящих странных событиях на следующий полустанок. В присутствии Мирова Пуджардов начинает молиться, при этом неожиданно тухнет свеча и падает икона. Тем временем учёные изучают глазную жидкость трупов. Неожиданно там оказываются различные изображения: Миров, бронтозавры, птеродактили и странная картина, которую Пуджардов обозначает как Землю на второй день творения. Помощница Уэллса сообщает об этом Мирову, после чего вселившийся в него монстр убивает её. Ставший свидетелем этому Пуджардов, приняв инспектора за сатану, просит взять его в услужение, однако тот лишь усмехается подобному предложению. Его интересуют лишь учёные, которые могут знать способ космических полётов.
На сибирской ж/д станции на поезд прибывает отряд казаков во главе с эксцентричным капитаном Казаном, который собирается «вытрясти правду» из пассажиров и понять, наконец, что происходит. Несмотря на свою брутальную жестокость, атаман оказывается весьма проницательным и убивает Мирова. Смертельно раненому существу ничего не остаётся, кроме как переселиться в священника Пуджардова. Казан пытается организовать засаду, однако и он, и его люди оказываются лёгкой добычей для монстра. Монах убивает графа Петровского и пытается овладеть Ириной, которую давно вожделел. Секстон бросается на помощь к графине, однако монстр взывает к сознанию учёного, говоря, что он — особая форма энергии, которая попала на Землю из другой галактики, была здесь забыта и вынуждена была паразитировать во всех формах, возникавших на планете в процессе эволюции — от простейших до человека. Пока Секстон размышляет, Пуджардов поднимает мёртвых — графа, Казана, других казаков. Но учёному и графине удаётся от них сбежать, так как контролируемые Пуджардовым существа слепы и не видят своих жертв.
Оставшиеся в живых пассажиры собираются в расположенном в хвосте багажном вагоне экспресса. Смотритель ближайшей станции получает по телеграфу строгий приказ пустить состав с обрыва, но Уэллс и Секстон вовремя отцепляют последний вагон, в котором собрались уцелевшие пассажиры. Локомотив и передние вагоны падают в пропасть и взрываются. Хвостовой же вагон останавливается прямо перед пропастью.

## В ролях
- Кристофер Ли — сэр Александр Секстон
- Питер Кушинг — доктор Уэллс
- Элис Рейнхарт — мисс Джонс
- Альберто де Мендоса — священник Пуджардов
- Сильвия Тортоса — графиня Ирина Петровская
- Георг Риго — граф Мариан Петровский
- Хулио Пенья — инспектор Миров
- Телли Савалас — капитан Казан
- Хельга Лине — Наташа
- Анхель дель Посо — Евтушенко
- Хосе Джасп — кондуктор Конев
- Хироси Китатава — японский агент